# Ixodes dampfi
Ixodes dampfi este o specie de căpușe din genul Ixodes, familia Ixodidae, descrisă de Cooley în anul 1943. Conform Catalogue of Life specia Ixodes dampfi nu are subspecii cunoscute.